# 源則忠
源 則忠（みなもと の のりただ、天暦3年（949年） - 没年不詳）は、平安時代中期の貴族。名は教忠とも記される、醍醐天皇の孫、上野太守・盛明親王の子。官位は従三位・左京権大夫。

## 経歴
一条朝前期に民部大輔・近江介を務める。長保2年（1000年）藤原彰子が中宮に立てられた際、則忠は中宮権亮に任ぜられた。
その後、越前守・但馬守として再び地方官を務め、寛弘4年（1007年）従三位に叙せられ公卿に列した。翌寛弘5年（1008年）4月21日に出家。最終官位は従三位行左京権大夫。

## 官歴
- 永祚元年（989年） 7月22日：見民部大輔[1]
- 長徳3年（997年） 7月19日：見近江介[2]
- 長保2年（1000年） 日付不詳：去介[3]。2月25日：兼中宮権亮（藤原彰子立后）[2]
- 寛弘元年（1004年） 正月25日：見越前守[4]
- 寛弘3年（1006年） 10月5日：見但馬守[5]
- 寛弘4年（1007年） 正月20日：従三位
- 寛弘5年（1008年） 正月25日：見左京権大夫。4月21日：出家（従三位行左京権大夫）

## 系譜
『尊卑分脈』による。
- 父：盛明親王
- 母：菅原在躬の娘
- 妻：長門守仲忠の娘
  - 男子：源道成（?-1036）